# The Back Horn
The Back Horn – japoński zespół muzyczny powstały w 1998 roku w Tokio. Główne brzmienie zespołu to rock z elementami grunge oraz rocka alternatywnego i indie rocka.
Zespół po raz pierwszy można było usłyszeć na Fuji Rock Festival. Po tym festiwalu wydali swój pierwszy album. W 2001 roku odszedł Hirabayashi Naoki i zespół zmienił wytwórnię płytową. 4 sierpnia 2006 roku wystąpili na festiwalu ROCK IN JAPAN FES 2006, który odbył się w nadmorskim parku w Hitachi.

## Dyskografia

### albumy
- Doko e Iku (1999)
- Yomigaeru Hi (2000)
- Yomigaeru Hi NEW MIX (2001)
- Ningen Program (2001)
- Shinzoo Orchestra (2002)
- Ikiru Sainou (2003)
- Headphone Children (2005)
- Ubugoe Chainsaw (2005)
- Taiyou no Naka no Seikatsu (2006)

### single
- Fuusen (2000)
- Sunny (2001)
- Sora, Hoshi, Umi no Yoru (2001)
- Sekaijyu no Shita de (2002)
- Namida ga Koboretara (2002)
- Mirai (2003)
- Hikari no Kesshou (2003)
- Seimeisen (2003)
- Yume no Hana (limited edition) (2004)
- Yume no Hana (2004)
- Cobalt Blue (2004)
- Kizuna song (2005)
- Black Hole Birthday (2005)
- Hajimete no kokyuu de (2006)
- Chaos Diver (2006)
- Koe (2006)
- Utsukushii namae (2007)

### DVD
- Bakuon Yumehanabi (2004)
- Promotion Video Shu Vol.1 (2006)
- Live In The Sun (2006)
- Maniac Heaven vol.0 (2006)